# Grå dvärgspett
Grå dvärgspett (Picumnus granadensis) är en fågel i familjen hackspettar inom ordningen hackspettartade fåglar.

## Utseende
Grå dvärgspett är en mycket liten hackspett med drag av nötväcka. Den har en kort, mejselformad näbb och kort stjärt. Fjäderdräkten är enfärgat gråbrun ovan och något ljusare under utan några streck. På den mörka hjässan syns små ljusa prickar, gula hos hanen och vita hos honan. 

## Utbredning och systematik
Grå dvärgspett är endemisk för Colombia. Den delas in i två underarter med följande utbredning:
- P. g. antioquensis – förekommer i västra Anderna i Colombia (från Antioquia till övre Río San Juan)
- P. g. granadensis – förekommer i norra Colombia (centrala Cauca till övre Patía)

## Levnadssätt
Grå dvärgspett hittas i olika typer av skogsmiljöer, även i skogsbryn och ungskog. Där kryper den fram på smågrenar och klängväxgter, ofta hängande upp-och-ner.

## Status
Trots det begränsade utbredningsområdet och att den tros minska i antal anses beståndet vara livskraftigt av internationella naturvårdsunionen IUCN.